# HR Pegasi
HR Pegasi (HR Peg / HD 216672 / HR 8714 / HIP 113131) és un estel variable s la constel·lació del Pegàs de magnitud aparent mitjana +6,47. S'hi troba a una mica menys de 1.000 anys llum del sistema solar.
HR Pegasi és una estrella gegant freda de tipus espectral S amb una temperatura efectiva de 3.500 K. La mesura del seu diàmetre angular, 3,88 mil·lisegons d'arc, condueix a un radi 125 vegades més gran que el radi solar. Té una metal·licitat inferior a la del Sol, sent la seva abundància relativa de ferro un 60% de l'existent en el nostre estel. Amb una magnitud bolomètrica absoluta de -4,75, la seva lluminositat és ~ 6.800 vegades superior a la lluminositat solar. En el seu espectre s'ha detectat la presència de tecneci, element del procés-s de curta vida produït per nucleosíntesi estel·lar.
HR Pegasi és una variable polsant semiregular SRB; aquestes són gegants amb una periodicitat poc definida, però a les quals se li pot assignar un període mitjà. Per HR Pegasi sembla existir un llarg període de 641 dies en banda B, R i I, amb una durada encara major en banda V. També està present un segon període de menor amplitud la durada de la qual és de 54,4 ± 0,4 dies.